# رود شو
رود شو (به لاتین: Shō River) یک رود در ژاپن است که در استان تویاما واقع شده‌است.